# Новицкий, Михаил Константинович
Михаил Константинович Новицкий (13 [26] июля 1889, деревня Озераны, Мозырский уезд, Минская губерния, Российская империя — 30 апреля 1935 года, Узда, Минская область, БССР, СССР) — священнослужитель Русской православной церкви, протоиерей. Прославлен в лике святых Русской православной церкви в 2000 году как священноисповедник. Память святого — 17 апреля по юлианскому календарю (30 апреля по новому стилю) и в Соборе Белорусских святых.

## Биография
Родился 26 июля 1889 года в деревне Озераны Минской губернии в многодетной семье священника. В 1904 году Михаил окончил Минскую духовную семинарию и поступил на историко-филологический факультет Петербургского университета. После окончания университета с 1913 года преподавал латинский язык в Минской мужской гимназии. Во время Первой мировой войны вместе с семьёй эвакуирован в Омск, где продолжил работать преподавателем. В 1919 году Михаил Новицкий вернулся в Беларусь и в феврале 1920 года рукоположён епископом Минским и Слуцким Мелхиседеком (Паевским) во иерея. Назначен настоятелем в храм местечка Узда Минской губернии.
Вскоре Михаил Новицкий был возведён в сан протоиерея и назначен благочинным Узденского округа. В 1933 году Петропавловский храм, где служил Новицкий, был закрыт. Отец Михаил продолжил совершать богослужения в маленькой церковной сторожке. 26 апреля 1935 года в сторожку пробрался грабитель и стал требовать от отца Михаила информацию о месте хранения церковных ценностей. Не получив желаемого, злоумышленник избил священника. Получив тяжёлые травмы в результате избиения, Михаил Новицкий не мог самостоятельно передвигаться. Пасхальную литургию священник служил лёжа. 30 апреля 1935 года протоиерей Михаил Новицкий скончался от нанесённых побоев и погребён на приходском кладбище в местечке Узда. 

### Семья
Михаил был одним из тринадцати детей в семье протоиерея Константина Новицкого и матушки Стефаниды. В 1914 году женился на дочери священника Николая Корзуна — Зиновии. В семье отца Михаила и матушки Зиновии было пять детей. Трое сыновей погибли в Великой Отечественной войне. Второй сын Николай 10 октября 1942 года закрыл собой амбразуру дзота, ему было посмертно присвоено звание Героя Советского Союза.

## Канонизация
28 октября 1999 года определением Белорусской православной церкви причислен к лику местночтимых святых. В августе 2000 года Архиерейским синодом РПЦ священник Михаил Новицкий по представлению Белорусского экзархата был причислен к лику святых новомучеников и исповедников Российских. Был установлен день его памяти — 17 (30) апреля.